# On Your Toes (comédie musicale)
Pour les articles homonymes, voir On Your Toes.
On Your Toes est une comédie musicale américaine, créée à Broadway en 1936.

## Argument
Phil Dolan III (junior), passionné par la danse et le jazz, est titulaire d'une chaire de musique à l'université. Là, un groupe d'étudiants répète le ballet de jazz Slaughter on Tenth Avenue qui l'enthousiasme. Frankie Frayne, une de ses élèves amoureuse de lui, le met en contact avec Peggy Porterfield qui préside une compagnie de ballet russe, dont le directeur est Sergei Alexandrovitch. Peggy et Sergei, intéressés par le projet, proposent de monter un autre ballet Princesse Zenobia, dont la vedette sera la danseuse étoile de la compagnie, Vera Barnova...

## Fiche technique
- Titre original : On Your Toes
- Titre français : idem
- Livret : Richard Rodgers, George Abbott et Lorenz Hart
- Lyrics : Lorenz Hart
- Musique : Richard Rodgers
- Mise en scène : C. Worthington Miner
- Chorégraphie : George Balanchine
- Direction musicale : Gene Salzer
- Décors : Jo Mielziner
- Costumes : Irene Sharaff
- Producteur : Dwight Deere Wiman
- Nombre de représentations : 315
- Date de la première : 11 avril 1936
- Date de la dernière : 23 janvier 1937
- Lieux (à Broadway) : Imperial Theatre (11 avril 1936 - début novembre 1936) puis Majestic Theatre (9 novembre 1936 - 23 janvier 1937)

## Distribution originale
(sélection)
- Ray Bolger : Phil Dolan III / Hoofer
- Doris Carson : Frankie Frayne
- Luella Gear : Peggy Porterfield
- Tamara Geva : Vera Barnova	/ La princesse Zenobia / La stripteaseuse
- Monty Woolley : Sergei Alexandrovitch
- William Baker : Le vieux prince / Un serveur / Membre du ballet
- George Church : Le jeune prince / Le grand patron
- Basil Galahoff : Dimitri / Membre du ballet
- Ethel Hampton : Lil Dolan
- Harold Haskins : Leon
- Dave Jones : Phil Dolan II / Membre de l'ensemble
- Tyrone Kearney : Phil Dolan III jeune
- David Morris : Sidney Cohn
- Mae Noble : Anushka
- Harry Peterson : Le régisseur / Membre de l'ensemble
- Robert Sidney : Vassilli
- Betty Jane Smith : Lola / Membre du ballet
- Guy Stanion : Le chanteur
- Valery Streshnev : Mishka / Membre du ballet
- Demetrios Vilan : Konstantine Morrosine / Le mendiant
- William Wadsworth : Snoopy
- Drucilla Strain : Lady of the Ensemble

## Numéros musicaux
| Acte I - Two a Day for Keith (Phil Dolan II, Lil Dolan, Phil Dolan III) - Questions and Answers (The Three B's) (Phil Dolan III, ensemble) - It's Got To Be Love (Frankie Frayne, Phil Dolan III) - Too Good for the Average Man (Peggy Porterfield, Sergei Alexandrovitch) - There's a Small Hotel (Frankie Frayne, Phil Dolan III) - The Heart Is Quicker than the Eye (Peggy Porterfield, Phil Dolan III) - Princess Zenobia Ballet (la princesse Zenobia, le mendiant, le vieux prince, le jeune prince) | Acte II - Quiet Night (le chanteur, ensemble) - Glad to Be Unhappy (Frankie Frayne, Sidney Cohn) - On Your Toes (Frankie Frayne, Phil Dolan III, Sidney Cohn, ensemble) - Slaughter on Tenth Avenue Ballet (Hoofer, la stripteaseuse, le grand patron) - Finale (ensemble) |

## Reprises
- Londres :
- 5 février 1937 - ? : Palace Theatre, avec Vera Zorina (Vera Barnova).
- Broadway :
- 11 octobre 1954 - 4 décembre 1954 : 46th Street Theatre, 64 représentations, mise en scène et production de George Abbott, avec Vera Zorina (Vera Barnova), Bobby Van (Phil Dolan Jr.) et Elaine Stritch (Peggy Porterfield) ;
- 6 mars 1983 - 20 mai 1984 : Virginia Theatre, 505 représentations, mise en scène de George Abbott, avec Natalia Makarova (Vera Barnova) et Dina Merrill (Peggy Porterfield).

## Adaptation au cinéma
- 1939 : Sur les pointes (On Your Toes) de Ray Enright, avec Vera Zorina (Vera Barnova), Eddie Albert (Phil Dolan Jr.) et Alan Hale (Sergei Alexandrovitch).